# Vaccinium mandarinorum
Vaccinium mandarinorum är en ljungväxtart som beskrevs av Friedrich Ludwig Diels. Vaccinium mandarinorum ingår i Blåbärssläktet, och familjen ljungväxter. Inga underarter finns listade i Catalogue of Life.